# Seth Benardete
Seth Benardete est un philosophe et philologue classique américain, né le 4 avril 1930 et mort le 14 novembre 2001, qui a longtemps enseigné à l'université de New York et à The New School.

## Biographie
Benardete est né à Brooklyn dans une famille d’universitaires. Son père, Maír José Benardete, était professeur d’espagnol au Brooklyn College et expert de la culture séphardie . Son frère aîné José est également philosophe.
Dans les années 1950, il était à l'université de Chicago un étudiant de Leo Strauss, en compagnie d’Allan Bloom et Stanley Rosen. Benardete a écrit sa thèse de doctorat sur Homère en 1955 (rééditée en 2005 sous le titre Achilles and Hector: The Homeric Hero). Ses publications couvrent l’ensemble de la littérature classique et incluent des travaux sur Homère, Hésiode, Herodote, les tragédiens attiques, les poètes latins mais plus spécialement sur Platon et Aristote, qu'il a également traduits.
La méthode de lecture de Benardete, à la suite de celle de Léo Strauss, a été décrite ainsi : les écrivains majeurs d’une tradition doivent être traités comme de grands penseurs qui maîtrisent complètement ce qu’ils disent, comment ils le disent et ce qu’ils ne disent pas. Il y a donc un risque pour le lecteur de fondamentalement méconnaître le texte d’un grand auteur s’il extrait des éléments du texte de telle sorte qu’ils apparaissent susceptibles d’être expliqués  par des principes de psychologie, d’anthropologie ou d’autres méthodes qui supposent que le critique a une compréhension plus profonde du texte que l’auteur. Plus encore, on doit supposer que chaque « grand » écrivain successif au sein d’une tradition maîtrise complètement les éléments de la conversation philosophique et artistique qui découlent des textes fondateurs. De cette façon, Benardete a été capable de trouver un fil conducteur chez des auteurs dont l’œuvre manque apparemment de cohérence (Hérodote par exemple).

## Publications
- Herodotean Inquiries, The Hague: Martinus Nijhoff, 1969, 220 p. 2nd edition with "Second Thoughts" and indexes, South Bend: St Augustine's Press, 2015.
- The Being of the Beautiful: Plato’s Theaetetus, Sophist, and Statesman, Chicago: The University of Chicago Press, 1984, 592 p. Traductions et essais interprétatifs.
- Socrates’ Second Sailing: On Plato’s Republic, Chicago: The University of Chicago Press, 1989, 248 p.
- The Rhetoric of Morality and Philosophy: Plato’s Gorgias and Phaedrus, Chicago: The University of Chicago Press, 1991, 232 p.
- The Tragedy and Comedy of Life: Plato’s Philebus, Chicago: The University of Chicago Press, 1993, 264 p. Traduction et commentaire.
- The Bow and the Lyre: A Platonic Reading of the Odyssey, Lanham: Rowman & Littlefield Publishers, 1996, 194 p.
- Socrates and Plato: The Dialectics of Eros, ed. Heinrich Meier, München: Carl Friedrich von Siemens Stiftung, 1999, 97 p.
- The Argument of the Action: Essays on Greek Poetry and Philosophy, ed. and intro. Ronna Burger and Michael Davis, Chicago: The University of Chicago Press, 2000, 456 p.
- Plato’s Laws: The Discovery of Being, Chicago: The University of Chicago Press, 2001, 432 p.
- Plato’s Symposium, Chicago: The University of Chicago Press, 2001, 199 p. Traduction et essai interprétatif de S. Benardete, avec un essai d'Allan Bloom.
- Encounters and Reflections: Conversations with Seth Benardete, ed. Ronna Burger, Chicago: The University of Chicago Press, 2002, 240 p.
- Achilles and Hector: The Homeric Hero, South Bend: St Augustine's Press, 2005, 140 p.
- The Archaeology of the Soul: Platonic Readings in Ancient Poetry and Philosophy, ed. Ronna Burger and Michael Davis, South Bend: St Augustine's Press, 2012, 528 p.
- Sacred Transgressions: A Reading of Sophocles' Antigone, South Bend: St Augustine's Press, 2015, 168 p.
- Leo Strauss, On Plato's Symposium, ed. Seth Benardete, Chicago: The University of Chicago Press, 2001, 320 p.
- Aristotle, On Poetics, trans. Seth Benardete and Michael Davis, South Bend: St Augustine's Press, 2002, 144 p.

Voir également The Eccentric Core: The Thought of Seth Benardete, éd. Ronna Burger et Patrick Goodin (South Bend: St Augustine's Press, 2018, 352 pages).